# Eduard von Below
Pour les articles homonymes, voir Below.
Eduard Georg Gustav von Below (né le 29 décembre 1856 à Salchow et mort le 13 janvier 1942 à Eutin) est un général d'infanterie prussien pendant la Première Guerre mondiale.

## Biographie

### Origine
Eduard est issu de la vieille famille noble von Below (de). Il est le fils d'Eduard Friedrich Wilhelm von Below (1815-1894) et de son épouse Marie Anna Friederike, née von Quistorp (de) (1824-1886).

### Carrière militaire
Below rejoint le 10 septembre 1873 le 90e régiment de fusiliers (de) à Rostock en tant que sous-lieutenant issu du corps des cadets. À partir de 1879, il sert comme adjudant de bataillon et l'année suivante jusqu'en juillet 1883, il reçoit l'ordre de poursuivre sa formation à l'académie de guerre. Pendant près de deux ans, d'avril 1887 à janvier 1889, Below est adjudant au commandement du district de Rostock. Il retourne ensuite dans son régiment principal et est nommé commandant de compagnie tout en étant promu capitaine. Le 18 octobre 1895, Below est nommé adjudant à la 2e division d'infanterie. Tout en restant à ce poste, il est transféré le 12 septembre 1896, avec sa promotion simultanée au grade de major, au 45e régiment d'infanterie. Du 15 juin 1898 au 1er mai 1903, Below commande le 1er bataillon du 2e régiment de grenadiers. Après être devenu entre-temps lieutenant-colonel le 18 avril 1903, il est ensuite transféré à l'état-major du régiment de fusiliers de la Garde. Le 27 janvier 1906, il est chargé de commander le 96e régiment d'infanterie à Gera et est finalement nommé commandant de ce régiment avec la promotion au grade de colonel le 10 avril 1906. En 1910, Below devient commandant de la 17e brigade d'infanterie, stationnée à Glogau. À partir du 1er octobre 1912, il commande la 9e division d'infanterie.
Below dirige également cette division en tant que commandant au sein de la 5e armée au début de la Première Guerre mondiale. Parallèlement, du 13 mai 1915 au 1er février 1917, il est chargé de remplacer le général commandant du 5e corps d'armée. À partir du 2 février 1917, il devient le général commandant du 5e corps d'armée. Depuis le 9 novembre 1918, Below dirige le détachement d'armée C en tant que commandant en chef. À la fin de la guerre, Below ramene ses troupes dans leur pays, puis présente sa demande de départ et est mis à disposition le 19 décembre 1918.

### Famille
Le 11 mars 1887, Below zu Scharstorf se marie à Rostock avec la comtesse Luise Friederike Agnes von Rantzau (de) (née le 14 août 1865 à Kiel et morte le 15 février 1947 à Eutin). Les enfants suivants sont nés de ce mariage :
- Edouard Karl Robert (né le 25. décembre 1887 à Rostock et mort le 24 décembre 1972 à Eutin)
- Karl Georg Ulrich Paul (né le 27 juin 1891 à Carlshof près de Wismar et mort le 4 octobre 1973 à Berne)

### Décorations militaires
- Ordre de l'Aigle rouge de 2e classe avec étoile et feuilles de chêne[6]
- Ordre de la Couronne de 2e classe avec étoile[6]
- Croix de décoration de service prussien[6]
- Commandeur de l'ordre du Griffon[6]
- Croix d'honneur reussoise de 1re classe[6]
- Commandant de 2e classe de l'ordre de la Maison ernestine de Saxe[6]
- Croix d'honneur de Schwarzbourg de 1re classe[6]
- Grand Officier de l'ordre de Saint-Alexandre[6]
- Ordre russe de Sainte-Anne de 2e classe[6]
- Croix de fer (1914) de 2e et 1re classe
- Pour le Mérite le 18 août 1917